# Соколове (Кам'янський район)
Соколо́ве — село в Україні, у Вільногірській міській громаді Кам'янського району Дніпропетровської області. Населення за переписом 2001 року складало 5 осіб. 

## Географія
Село Соколове знаходиться на відстані 1 км від села Новоганнівка.

## Населення

### Мова
Розподіл населення за рідною мовою за даними перепису 2001 року:
| Мова       | Кількість | Відсоток |
| ---------- | --------- | -------- |
| українська | 5         | 100%     |